# Gisela Bellsolà
Gisela Bellsolà (Baó, 1947) és una cantant rossellonesa que arriba a la Cançó procedent del món del teatre.
El seu primer àlbum (Salut amb la poesia) recull una sèrie de poemes d'autors nord-catalans (Joan Morer, Jordi-Pere Cerdà, Joan Cayrol i Gerard Salgas) musicats per Jordi Barre, Miquel Maldonado, Ray Samson i ella mateixa.
L'any 1981 realitza un ambiciós projecte: el disc i espectacle Bikini, el foc dels oceans, cantata escrita per Gerard Salgas (text) i Miquel Maldonado (música), que interpreta acompanyada pels quaranta músics de l'Orquestra de Cambra de Perpinyà i els trenta-cinc cantaires del Conjunt Polifònic de Perpinyà.
El seu darrer LP, fins ara (País Catedral, 1987), torna a ser un recull de poemes musicats de Jordi Pere Cerdà, Mònica Bellsolà, Joan Morer, Josep Sebastià Pons, i de dos poetes de la Catalunya del Sud: Maria Mercè Marçal ("Velles corrandes per a la Pepa", "Anna marinera") i Segimon Serrallonga ("La fugida", "El cavaller", "Vam partir tots cinc"). L'any 1995 col·labora en l'espectacle de Rafael Subirachs Cançó de la terra, basat en textos de Jacint Verdaguer.
També ha participat en tres discos de Gerard Zuchetto, centrats en temes tradicionals i cançons de trobadors, el darrer dels quals ha rebut el premi de l'Académie Charles-Cros.